# Збірна Чорногорії з футболу
Збірна Чорногорії з футболу є національною футбольною командою Чорногорії, яка контролюється Футбольним союзом Чорногорії. Чорногорія стала членом УЄФА 22 січня 2007 року, а ФІФА — 31 травня.
Станом на 28 листопада 2024 посідає 73-e місце у рейтингу футбольних збірних світу.

## Чемпіонати Європи
- 2012–2020 — не пройшла кваліфікацію

### Ліга націй УЄФА
| Результати | Результати | Результати     | Результати     | Результати     | Результати     | Результати     | Результати     | Результати     | Результати     | Результати     |
| Рік        | Ліга       | Група          | І              | В              | Н              | П              | М+             | М-             | П/П            | Рей            |
| ---------- | ---------- | -------------- | -------------- | -------------- | -------------- | -------------- | -------------- | -------------- | -------------- | -------------- |
| 2018—19    | C          | 4              | 6              | 2              | 1              | 3              | 7              | 6              | ▬              | 35-е           |
| 2020—21    | C          | 1              | 6              | 4              | 1              | 1              | 10             | 2              |                | 34-е           |
| 2022—23    | B          | 4              | 6              | 2              | 1              | 3              | 6              | 6              | ▬              | 28-е           |
| 2024—25    | B          | Буде визначено | Буде визначено | Буде визначено | Буде визначено | Буде визначено | Буде визначено | Буде визначено | Буде визначено | Буде визначено |
| Усього     | Усього     | Усього         | 18             | 5              | 8              | 3              | 23             | 14             |                |                |

## Найкращі бомбардири
| # | Гравець         | Роки      | Голи(матчі) | Голи/мач |
| - | --------------- | --------- | ----------- | -------- |
| 1 | Стеван Йоветич  | 2007–     | 31 (61)     | 0.51     |
| 2 | Мірко Вучинич   | 2007–2017 | 17 (46)     | 0.37     |
| 3 | Стефан Мугоша   | 2015–     | 15 (47)     | 0.32     |
| 4 | Фатос Бечирай   | 2009–2022 | 15 (86)     | 0.17     |
| 5 | Деян Дам'янович | 2008–2015 | 8 (30)      | 0.27     |